# Amstrad CPC 664
Amstrad CPC 664 je počítač z rodiny počítačů Amstrad CPC. Na trh byl uveden v polovině roku 1985, téměř přesně rok po prvním modelu Amstrad CPC 464. Namísto kazetového magnetofonu již byla interně zabudována disketová mechanika, opět třípalcová. Přibylo 16kb ROM (ovšem výhradně pro potřeby disketové mechaniky), Locomotive BASIC povýšil na verzi 1.1. Jinak se tento model žádné významné změny oproti původnímu modelu nedočkal. Po několika měsících prodeje byl nahrazen modelem Amstrad CPC 6128 .